# Cóntigo
Un Cóntigo, en inglés Contig (de contiguous), son segmentos de ADN superpuestos, que juntos representan una región consenso de ADN. En la secuenciación de "abajo arriba", un cóntigo refiere a la superposición de datos en la secuencia, en la secuenciación de "arriba abajo", refiere a los clones superpuestos que forman un mapa físico del genoma utilizado para guiar la secuenciación y ensamblaje de este. Dependiendo del contexto, cóntigo puede referir tanto a la superposición de secuencia de ADN, como a la superposición de segmentos físicos (fragmentos) contenidos en los clones.
La construcción física del mapa del ADN a menudo incluye el aislamiento de grandes fragmentos de ADN en clones, como los YAC y los BAC. Estos clones se analizan para determinar cuáles contienen ADN en común, o en otras palabras cuales están superpuestos. Estos clones contiguos constituyen un contig o cóntigo donde los clones adyacentes tienen en común parte de su secuencia. Los "contigs" son importantes porque brindan la posibilidad de estudiar un segmento del genoma completo especialmente cuando se buscan genes con ciertas características y cuando se desea establecer la secuencia de grandes fragmentos de un cromosoma.